# Jungfrukammare

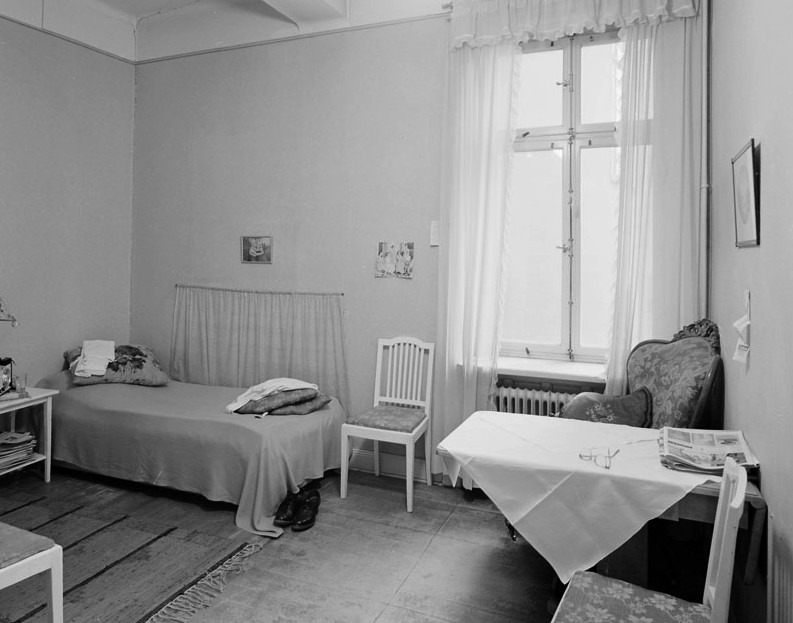
Jungfrukammare i Fru Lianders hem på Odengatan 69 (foto 1961).

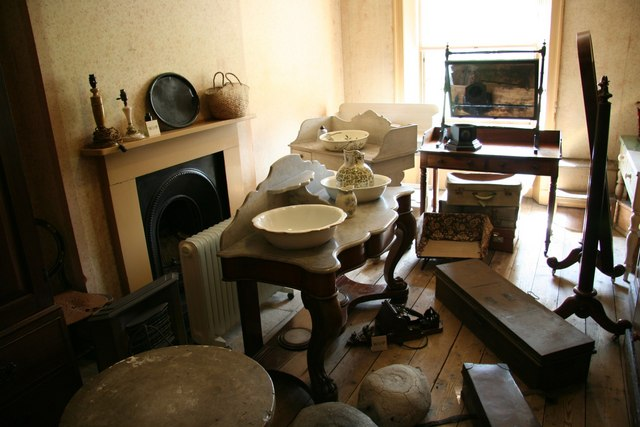
Tidigare tjänstefolksrum i Kalifornien, USA.

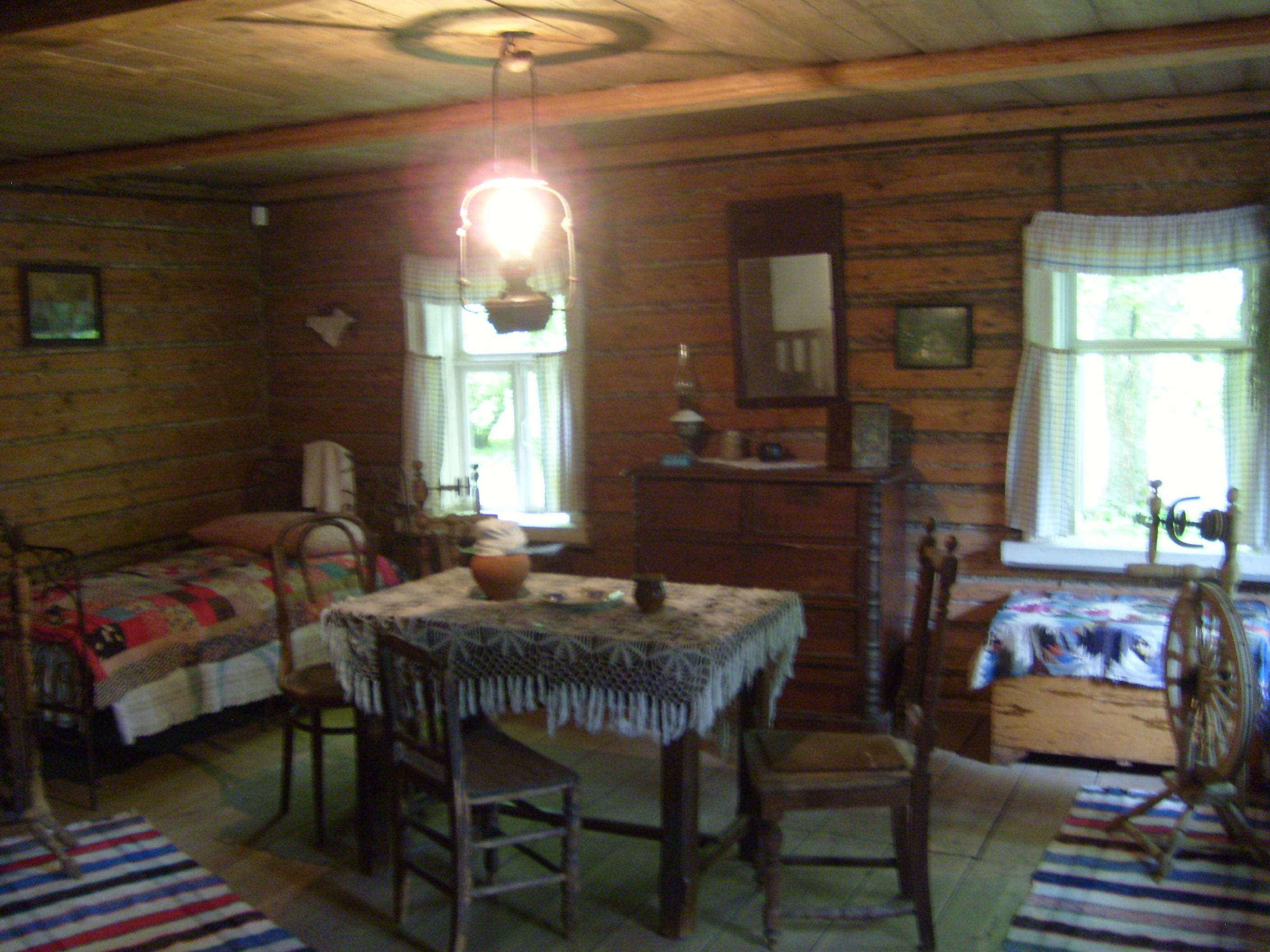
Tidigare tjänstefolksrum i Melikhovo, Ryssland.

En jungfrukammare eller pigkammare, alternativt ett hembiträdesrum är i en lägenhet eller villa, alternativt en herrgård eller ett slott, ett ofta mindre rum ursprungligen och stundtals även i dag avsett för inneboende husligt anställda flickor och kvinnor, som till exempel hembiträden och barnflickor.

## Bakgrund
Husligt anställda har i Sverige oftast varit kvinnor och flickor. Om privata rum för inneboende husligt anställda män och pojkar används ibland andra termer; en betjänts rum kan till exempel kallas betjäntkammare. Man kan också tala om den anställdes rum, och den anställde kan själv referera till den som "sitt rum".
Namnet jungfrukammare kom i en tid då jungfru användes som benämning för hembiträde; en annan benämning är hembiträdesrum, även om jungfrur och barnjungfrur som under 1920-talet i stället började kallas hembiträden och barnflickor fortfarande oftast bodde i "jungfrukammaren."
Att ha husligt anställda har i Sverige efter åren kring 1970 blivit mindre vanlig men termen används numera fortfarande som namn på rummet i äldre lägenheter, även om rummen numera används till annat som exempelvis till ett informellt matrum i anslutning till köket.
I Storbritannien sov tjänstefolket vid 1800-talets början ofta i köket eller förrådsliknande utrymmen, för att då decenniet fortskred tilldelas rum på vindsvåningen, främst flickor och kvinnor, medan många män och pojkar fortsatte sova på första våningen för att vakta elden. Kring sekelskiftet 1899-1900 började man försöka förbättra deras rum, men fortfarande kunde arbetsgivaren genomsöka rummet.

## Användning
I rummet får den inneboende husligt anställde sova, och förvara till exempel arbetskläder-uniformer och andra kläder. I jungfrukammaren kan de även tillbringa ledig tid och vila på raster, men får många gånger inte ta in vänner.

### Lokalisering
Rummet har ofta varit beläget innanför köket. I Stockholms så kallade sekelskifteshus från åren kring 1900 byggdes ofta en separat köksingång till lägenheterna och ett litet rum innanför köket. Den husligt anställde tyckte ofta det var skönt att ha ett eget rum, men att rummet låg innanför köket gjorde även att arbetsgivaren kunde hålla koll på den husligt anställde.
Under 1920-talet blev jungfrukammare allt mindre vanligt i nybyggda hus i Stockholm.

### Andra utrymmen
Om inte vanlig jungfrukammare finns får den inneboende husligt anställde oftast sova i en kökssoffa, eller i källaren eller på vindsvåningen, alternativt något annat mindre rum.

### Fotnoter
1. ↑  Catharina Grünbaum (19 april 2009). ”Jungfruns uppgång och fall”. Dagens Nhyheter. Arkiverad från originalet den 10 mars 2016. https://web.archive.org/web/20160310033802/http://blogg.dn.se/spraket/2009/04/19/jungfruns-uppgang-och-fall-2752/. Läst 18 september 2012.
2. ↑  ”Victorian Servants” (på engelska). Ward Family. http://www.ourwardfamily.com/1800's/victorian_servants.htm. Läst 26 september 2011.[död länk]
3. ↑  ”Historik”. Stockholms stadsmuseum. http://stadsmuseet.stockholm.se/om-hus2/kok/historik-kok/. Läst 25 augusti 2012.